# Ludger tom Ring der Ältere

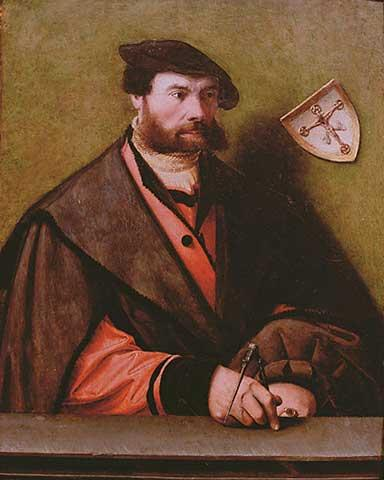
Selbstbildnis

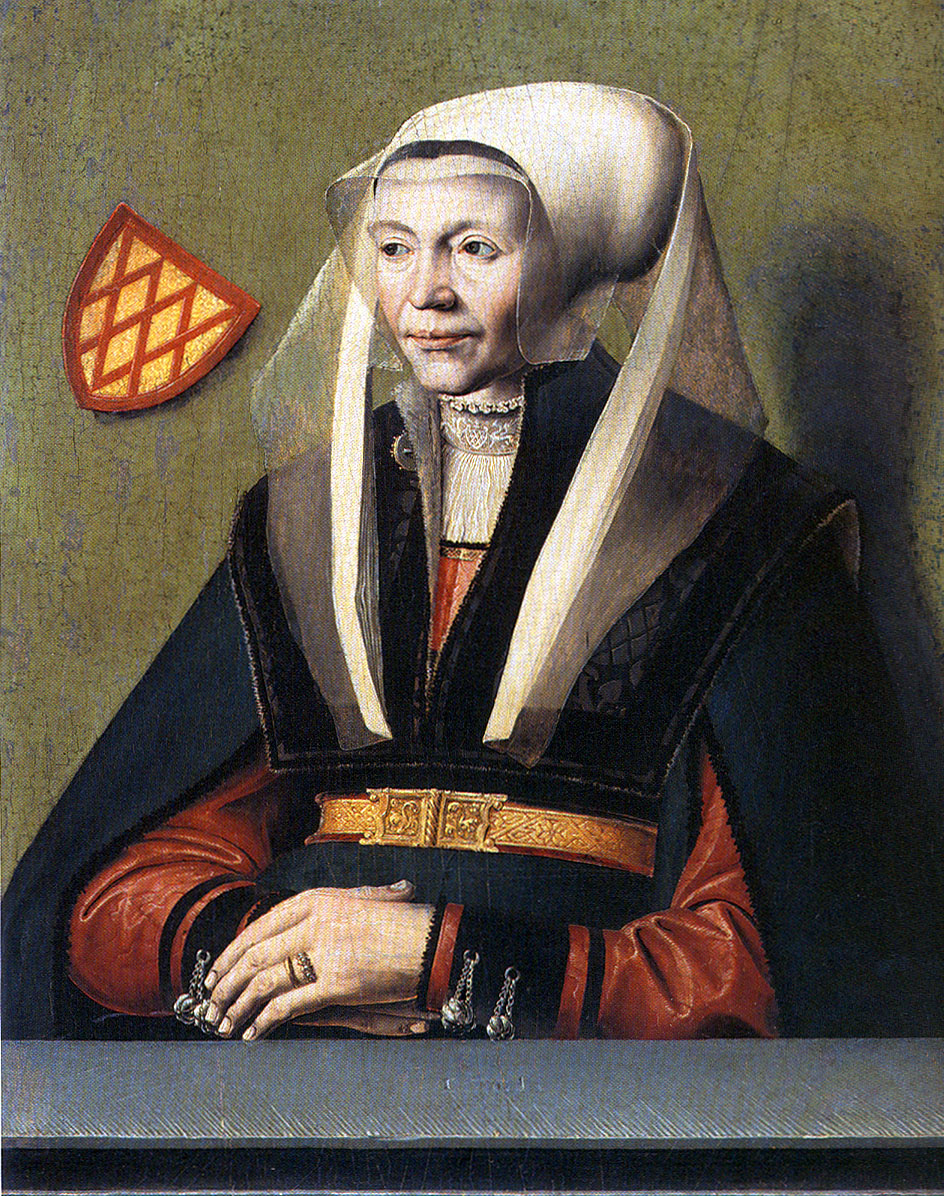
Bildnis Anna tom Ring, geb. Rorup

Ludger tom Ring der Ältere (* 1496 in Münster; † 3. April 1547 ebenda) war ein Maler und Buchdrucker, und Ahnherr der Münsterländer Künstlerfamilie tom Ring.

## Leben
Seine Ausbildung fand möglicherweise in Holland statt. Er arbeitete als Maler und Zeichner für Holzschnitte und schuf Werke der Renaissance. Manche seiner Werke wurden zeitweise Holbein zugeschrieben.
Als Anhänger Luthers musste er 1533 vor den Täufern aus Münster fliehen, kehrte aber später wieder dahin zurück.

## Ehe und Nachkommen
Ludger tom Ring heiratete 1519/20 Anna tom Ring (* 1495; † 1547), die aus dem Haus Rorup stammt. Sie hatten zusammen acht Kinder, von denen die bekanntesten die drei Künstler sind:
- Hermann tom Ring (* 2. Januar 1521 in Münster; † 18. Oktober 1596 ebenda)
- Ludger tom Ring der Jüngere (* 19. Juli[1] oder 19. November[2] 1522 in Münster; † vor Mai[1] bzw. vor dem 22. Mai[2] 1584 in Braunschweig)
- Herbert tom Ring (* ca. 1530 in Münster; † 31. Oktober 1593 ebenda)

Ludger und seine Frau starben kurz hintereinander um den Palmsonntag 1547 an einer Seuche.